# Manuel Tejada (actor)
Manuel Tejada de Luna (Puente de Génave, Jaén, 18 de julio de 1940-Benidorm, Alicante, 4 de diciembre de 2019) fue un actor español.
Falleció a los setenta y nueve años tras una larga enfermedad.

## Trayectoria profesional

### Cine
Debutó en 1962 con un pequeño papel en Canción de juventud, de Luis Lucia, con Rocío Dúrcal. Durante los años siguientes interviene en varias comedias juveniles al servicio de otras estrellas adolescentes de la época como Marisol o Pili y Mili. 
Continuó en el registro de comedias durante toda la década de los setenta y principios de los ochenta. A lo largo de ese tiempo participó en títulos de calidad discutida, pero que cosecharon sistemáticamente rotundos éxitos en taquilla. Dentro de la lista figuran películas como La ciudad no es para mí (1966), de Pedro Lazaga, Vamos por la parejita (1969) y Los extremeños se tocan (1970), ambas de Alfonso Paso. También protagonizó junto a Alfredo Landa la película El crack (1981), de José Luis Garci.
A mediados de los ochenta se apartó de la gran pantalla y solo intervino en contadas películas como Hermana, pero ¿qué has hecho? (1995), de Pedro Masó y junto a Lina Morgan; La comunidad (2000), de Álex de la Iglesia; Tiovivo c. 1950 (2004) y Sangre de mayo (2008), ambas de Garci; o Balada triste de trompeta (2010), de nuevo con De la Iglesia. También repetirá con José Luis Garci en Holmes & Watson. Madrid days (2012).

### Televisión
Presente desde los primeros años sesenta, a lo largo de las dos décadas siguientes fue reconocido como uno de los rostros habituales en la plantilla de actores de TVE.
En ese tiempo dio vida a decenas de personajes en los espacios de teatro televisado, cuyo máximo exponente fue Estudio 1, programa para el que interpreta, entre otras, obras como Los Galeotes (1974), de los Hermanos Álvarez Quintero; Los ladrones somos gente honrada (1979), de Enrique Jardiel Poncela; Señora Ama (1980), de Jacinto Benavente; La dama boba (1980), de Lope de Vega; Desnudo con violín (1980), de Noel Coward; El pato silvestre (1982), de Ibsen; o Malvaloca (1983), de los Hermanos Álvarez Quintero.
Participó en otros muchos espacios de la época, entre los que pueden citarse Novela, Hora once o Historias para no dormir (1982).
Uno de sus papeles más celebrados fue el de Tono en la adaptación que hizo TVE de la novela de Vicente Blasco Ibáñez Cañas y barro (1978), que le valió el Premio TP de Oro. Y ganó también en popularidad con el papel de Agustín, el padre de Tito (Miguel Joven) y Bea (Pilar Torres) en Verano azul. 
Intervino en Compuesta y sin novio (1994), El secreto de la porcelana (1999), Tío Willy (1999) o Un chupete para ella (2000-2001), así como en varios papeles episódicos.

### Teatro
Desde su debut en 1960 como meritorio en El jardín de los cerezos, de Anton Chejov, ha intervenido, entre otras, en las siguientes obras:
| - La viuda valenciana (1960), de Lope de Vega, - El rinoceronte (1961), de Eugène Ionesco, - El anzuelo de Fenisa (1961), de Lope de Vega, - Cerca de las estrellas (1961), de Ricardo López Aranda, - Eloísa está debajo de un almendro (1961), de Enrique Jardiel Poncela, con Amelia de la Torre, - Rosas de otoño (1963), de Jacinto Benavente. - El pensamiento (1963), de Leonid Andréiev, - El cerco (1965), de Claudio de la Torre, - ¡Quiero ver a Miusov! (1966), de Valentin Cataviev, - English Spoken (1968) de Lauro Olmo, - Fortunata y Jacinta (1969), de Benito Pérez Galdós. - El amor propio (1972) de Marc Camoletti. - La doble historia del doctor Valmy (1976), de Antonio Buero Vallejo, - Las orejas del lobo (1980), de Santiago Moncada. - El pato silvestre (1982), de Henrik Ibsen. - La salvaje (1982), de Jean Anouilh. - Diálogo secreto (1984), de Antonio Buero Vallejo. - El concierto de San Ovidio (1986), de Antonio Buero Vallejo - Una hora sin televisión (1988). | - Trescientos veintiuno, trescientos veintidós (1991), de Ana Diosdado. - La ex mujer de mi vida (1993) de Josiane Balasko. - Un golpe de suerte (1995), de Juan José Alonso Millán, - Eslavos (1997), de Tony Kushner. - El rey negro (1997), de Ignacio del Moral. - El rey Lear (1997), de William Shakespeare, con dirección de Miguel Narros - Odio a Hamlet (1998), de Paul Rudnick. - La mirada de Julia (1999/2000), de Ginés Bayonas. - El cementerio de automóviles (2000), de Fernando Arrabal. - Valeria y los pájaros (2000), de José Sanchís Sinisterra. - Madame Raquin (2001). - La prueba (2002), de David Auburn. - Hipotecados (2004), de Daniel Besse. - Ojos bonitos (2005), de Mario Vargas Llosa. - Deseo bajo los olmos (2006), de Eugene O'Neill. - El león en invierno (2007) de James Goldman. - El burlador de Sevilla y convidado de piedra (2008), de Tirso de Molina. - Confidencias muy íntimas (2010), de Jérôme Tonnerre. |

### Doblaje
Sus interpretaciones más destacadas como actor de doblaje fueron el papel de Richard Channing (interpretado por David Selby) en la segunda temporada de Falcon Crest y el abogado Michael Kuzak (Harry Hamlin) en la serie estadounidense La Ley de Los Ángeles (L. A. Law, 1986).

## Premios
- Premio TP de Oro 1978 por Cañas y barro.
- Finalista a los Premios Mayte de Teatro (1999)
- Premio TeleMadrid de Teatro 2007 por su interpretación de Enrique II de Inglaterra en El león en invierno.
- Premio Mayte de Teatro (2008) por El león en invierno.